# Trinity (Alabama)
 Trinity, Alabama és una població dels Estats Units a l'estat d'Alabama. Segons el cens del 2000 tenia 1.841 habitants.

## Demografia
Segons el cens del 2000, Trinity tenia 1.841 habitants, 691 habitatges, i 563 famílies La densitat de població era de 196,4 habitants/km².
Dels 691 habitatges en un 38,4% hi vivien nens de menys de 18 anys, en un 69,9% hi vivien parelles casades, en un 8,5% dones solteres, i en un 18,4% no eren unitats familiars. En el 16,2% dels habitatges hi vivien persones soles el 6,5% de les quals corresponia a persones de 65 anys o més que vivien soles. El nombre mitjà de persones vivint en cada habitatge era de 2,65 i el nombre mitjà de persones que vivien en cada família era de 2,96.
Per edats la població es repartia de la següent manera: un 25,7% tenia menys de 18 anys, un 6,1% entre 18 i 24, un 31,2% entre 25 i 44, un 26,1% de 45 a 60 i un 10,8% 65 anys o més.
L'edat mediana era de 38 anys. Per cada 100 dones hi havia 94,6 homes. Per cada 100 dones de 18 o més anys hi havia 91,1 homes.
La renda mediana per habitatge era de 54.271 $ i la renda mediana per família de 60.139 $. Els homes tenien una renda mediana de 43.393 $ mentre que les dones 27.552 $. La renda per capita de la població era de 21.467 $. Aproximadament el 4,6% de les famílies i el 6% de la població estaven per davall del llindar de pobresa.

## Poblacions més properes
El següent diagrama mostra les poblacions més properes.